# Panama aux Jeux olympiques d'été de 2024
Le Panama participe aux Jeux olympiques de 2024 à Paris. Il s'agit de sa 19e participation à des Jeux olympiques d'été.
Le cycliste Franklin Archibold et la gymnaste Hillary Heron (en) sont nommés porte-drapeaux de la délégation en juin 2024.

## Nombre d’athlètes qualifiés par sport
Voici la liste des qualifiés et sélectionnés panaméens par sport (remplaçants compris) :
| Sport                                 | Hommes | Femmes | Total |
| ------------------------------------- | ------ | ------ | ----- |
| Athlétisme                            | 1      | 1      | 2     |
| Boxe                                  | -      | 1      | 1     |
| Cyclisme                              | 1      | -      | 1     |
| Gymnastique • Gymnastique artistique  | -      | 1      | 1     |
| Judo                                  | -      | 1      | 1     |
| Sports aquatiques • Natation sportive | 1      | 1      | 2     |
| Total                                 | 3      | 5      | 8     |

## Bilan général
| Sport | Médaille d'or, Jeux olympiques | Médaille d'argent, Jeux olympiques | Médaille de bronze, Jeux olympiques | Total | Rang pays |
| ----- | ------------------------------ | ---------------------------------- | ----------------------------------- | ----- | --------- |
| Boxe  | 0                              | 1                                  | 0                                   | 1     | 12e       |
| Total | 0                              | 1                                  | 0                                   | 1     | 74e       |

| Jour    | Médaille d'or, Jeux olympiques | Médaille d'argent, Jeux olympiques | Médaille de bronze, Jeux olympiques | Total |
| ------- | ------------------------------ | ---------------------------------- | ----------------------------------- | ----- |
| 10 août | -                              | 1                                  | -                                   | 1     |
| Total   | 0                              | 1                                  | 0                                   | 2     |

| Sexe   | Médaille d'or, Jeux olympiques | Médaille d'argent, Jeux olympiques | Médaille de bronze, Jeux olympiques | Total |
| ------ | ------------------------------ | ---------------------------------- | ----------------------------------- | ----- |
| Hommes | -                              | -                                  | -                                   | -     |
| Femmes | 0                              | 1                                  | 1                                   | 2     |
| Mixte  | -                              | -                                  | -                                   | -     |
| Total  | 0                              | 1                                  | 1                                   | 2     |

## Médaillés
| Sport | Discipline      | Athlète(s)    | Performance                | Date         |
| ----- | --------------- | ------------- | -------------------------- | ------------ |
| Boxe  | -75 kg - Femmes | Atheyna Bylon | 1 - 4 contre Li Qian (CHN) | 10 août 2024 |

## Résultats

### Athlétisme

#### Hommes
| Athlètes       | Épreuve | Tour préliminaire | Tour préliminaire | Premier tour | Premier tour | Demi-finales | Demi-finales | Finale  | Finale  |
| Athlètes       | Épreuve | Temps             | Rang              | Temps        | Rang         | Temps        | Rang         | Temps   | Rang    |
| -------------- | ------- | ----------------- | ----------------- | ------------ | ------------ | ------------ | ------------ | ------- | ------- |
| Arturo Deliser | 100 m   | 10 s 35           | 7e                | Éliminé      | Éliminé      | Éliminé      | Éliminé      | Éliminé | Éliminé |

#### Femmes
| Athlètes        | Épreuve     | Premier tour | Premier tour | Repêchage      | Repêchage | Demi-finales | Demi-finales | Finale   | Finale   |
| Athlètes        | Épreuve     | Temps        | Rang         | Temps          | Rang      | Temps        | Rang         | Temps    | Rang     |
| --------------- | ----------- | ------------ | ------------ | -------------- | --------- | ------------ | ------------ | -------- | -------- |
| Gianna Woodruff | 400 m haies | 54 s 92      | 5e           | 55 s 10 (.098) | 3e        | Éliminée     | Éliminée     | Éliminée | Éliminée |

### Boxe
| Athlètes      | Catégorie             | 1/8e de finale          | Quart de finale       | Demi-finale           | Finale              | Rang                               |
| Athlètes      | Catégorie             | Adversaire Résultat     | Adversaire Résultat   | Adversaire Résultat   | Adversaire Résultat | Rang                               |
| ------------- | --------------------- | ----------------------- | --------------------- | --------------------- | ------------------- | ---------------------------------- |
| Atheyna Bylon | Poids moyens (-75 kg) | Khalzova Victoire 4 - 1 | Wójcik Victoire 3 - 2 | Ngamba Victoire 4 - 1 | Li Défaite 1 - 4    | Médaille d'argent, Jeux olympiques |

### Cyclisme

#### Route
| Athlète            | Compétition     | Temps           | Rang |
| ------------------ | --------------- | --------------- | ---- |
| Franklin Archibold | Course en ligne | 6 h 39 min 27 s | 67e  |

### Gymnastique artistique
| Athlète       | Compétition      | Qualifications | Qualifications      | Qualifications | Qualifications | Qualifications | Qualifications | Finale   | Finale              | Finale   | Finale   | Finale   | Finale   |
| Athlète       | Compétition      | Appareil       | Appareil            | Appareil       | Appareil       | Total          | Rang           | Appareil | Appareil            | Appareil | Appareil | Total    | Rang     |
| Athlète       | Compétition      | Saut           | Barres asymétriques | Poutre         | Sol            | Total          | Rang           | Saut     | Barres asymétriques | Poutre   | Sol      | Total    | Rang     |
| ------------- | ---------------- | -------------- | ------------------- | -------------- | -------------- | -------------- | -------------- | -------- | ------------------- | -------- | -------- | -------- | -------- |
| Hillary Heron | Concours général | 13,650         | 11,766              | 12,166         | 13,033         | 50,765         | 44e            | Éliminée | Éliminée            | Éliminée | Éliminée | Éliminée | Éliminée |

### Judo
| Athlète          | Compétition    | 1er tour                | 2e tour                 | Quart de finale     | Demi-finale         | Repêchage           | Finale / CB         | Rang     |
| Athlète          | Compétition    | Adversaire Résultat     | Adversaire Résultat     | Adversaire Résultat | Adversaire Résultat | Adversaire Résultat | Adversaire Résultat | Rang     |
| ---------------- | -------------- | ----------------------- | ----------------------- | ------------------- | ------------------- | ------------------- | ------------------- | -------- |
| Kristine Jiménez | Moins de 57 kg | Dahouk Victoire 10 - 00 | Deguchi Défaite 00 - 10 | Éliminée            | Éliminée            | Éliminée            | Éliminée            | Éliminée |

### Natation
| Athlète            | Épreuve   | Séries        | Séries | Demi-finales | Demi-finales | Finale  | Finale  |
| Athlète            | Épreuve   | Temps         | Rang   | Temps        | Rang         | Temps   | Rang    |
| ------------------ | --------- | ------------- | ------ | ------------ | ------------ | ------- | ------- |
| Tyler Christianson | 200 m dos | 2 min 15 s 62 | 22e    | Éliminé      | Éliminé      | Éliminé | Éliminé |

| Athlète      | Épreuve      | Séries       | Séries | Demi-finales | Demi-finales | Finale   | Finale   |
| Athlète      | Épreuve      | Temps        | Rang   | Temps        | Rang         | Temps    | Rang     |
| ------------ | ------------ | ------------ | ------ | ------------ | ------------ | -------- | -------- |
| Emily Santos | 100 m brasse | 1 min 9 s 94 | 30e    | Éliminée     | Éliminée     | Éliminée | Éliminée |